# Basilique Notre-Dame de Bonsecours
Pour les articles homonymes, voir Basilique Notre-Dame.
La basilique Notre-Dame de Bonsecours est une basilique mineure catholique située à Bonsecours, près de Rouen sur le lieu d'un pèlerinage dédié à la Vierge Marie et dominant la métropole rouennaise. Elle est due à l'architecte rouennais Jacques-Eugène Barthélémy qui a conçu de nombreuses églises dans la région. La basilique fait l'objet d'un classement au titre des monuments historiques depuis le 24 août 2004.
Situé en face de la façade occidentale, se trouve le monument dédié à Jeanne d'Arc avec, à son sommet, l'archange saint Michel. Ce monument, de l'architecte Juste Lisch et du sculpteur Louis-Ernest Barrias, a été inauguré en 1892 et domine la métropole rouennaise qui s'étend vers l'ouest.
Dans le cimetière tout proche se trouvent la tombe de José-Maria de Heredia (1842–1905) et, dans le carré des prêtres et religieux, celle du Père Jacques Hamel (1930–2016).
Elle est actuellement la seule église de la paroisse Notre-Dame-de-Bonsecours, rattachée à l'archidiocèse de Rouen, et a pour recteur sœur Viviane Charpentier, de la congrégation des sœurs de la Présentation de Marie et pour administrateur le père Frédéric Masset.

## Histoire
Le pèlerinage marial de Notre-Dame de Bonsecours est le seul de Seine-Maritime. Il remonte au Moyen Âge et son historique est relaté sur une plaque de marbre accrochée au mur du porche.
La basilique succède à deux autres édifices Tout d'abord, la chapelle de Blosville (village devenu « Blosville-Bonsecours » puis « Bonsecours » en 1959), proche du château mentionné vers 750, existait dès 1034. Elle appartenait aux seigneurs de Pavilly qui la cédèrent aux religieux de Saint-Lô en 1186. Cette chapelle fut remplacée en 1332 par une église paroissiale détruite en 1473 par les troupes du duc de Bourgogne Charles le Téméraire puis reconstruite avant d'être elle-même remplacée par l'actuelle basilique à l'initiative de l'abbé Charles Victor Godefroy, nommé à Blosville en 1838 et qui resta en poste jusqu'en 1868. On conserve cependant de l'ancienne église, ruinée par la Révolution française, la pièce la plus importante et la plus vénérée, la statue de Notre-Dame de Bonsecours, en bois polychrome du XVIe siècle ainsi que des stalles en bois du XIIIe siècle.
La basilique fut conçue par l'architecte Jacques Eugène Barthélemy dans le style néogothique – c'est d'ailleurs le premier exemple de ce style en France. La première pierre du nouvel édifice fut posée le 4 mai 1840 par l'archevêque de Rouen, le cardinal Gustave-Maximilien-Juste de Croÿ-Solre. La construction se termina en 1844, la bénédiction eut lieu en octobre de cette même année.
Le pape Pie IX honore le sanctuaire de Notre-Dame de Bonsecours du privilège du couronnement le 15 juillet 1870. Le cardinal-archevêque de Rouen, Henri de Bonnechose, couronne la Vierge le 24 mai 1880. Le 18 mai 1980 eurent lieu les célébrations du centenaire de ce couronnement.
Le 14 octobre 2001, Charles Revet inaugure les Grandes orgues, la flèche et le carillon restauré.

## Description

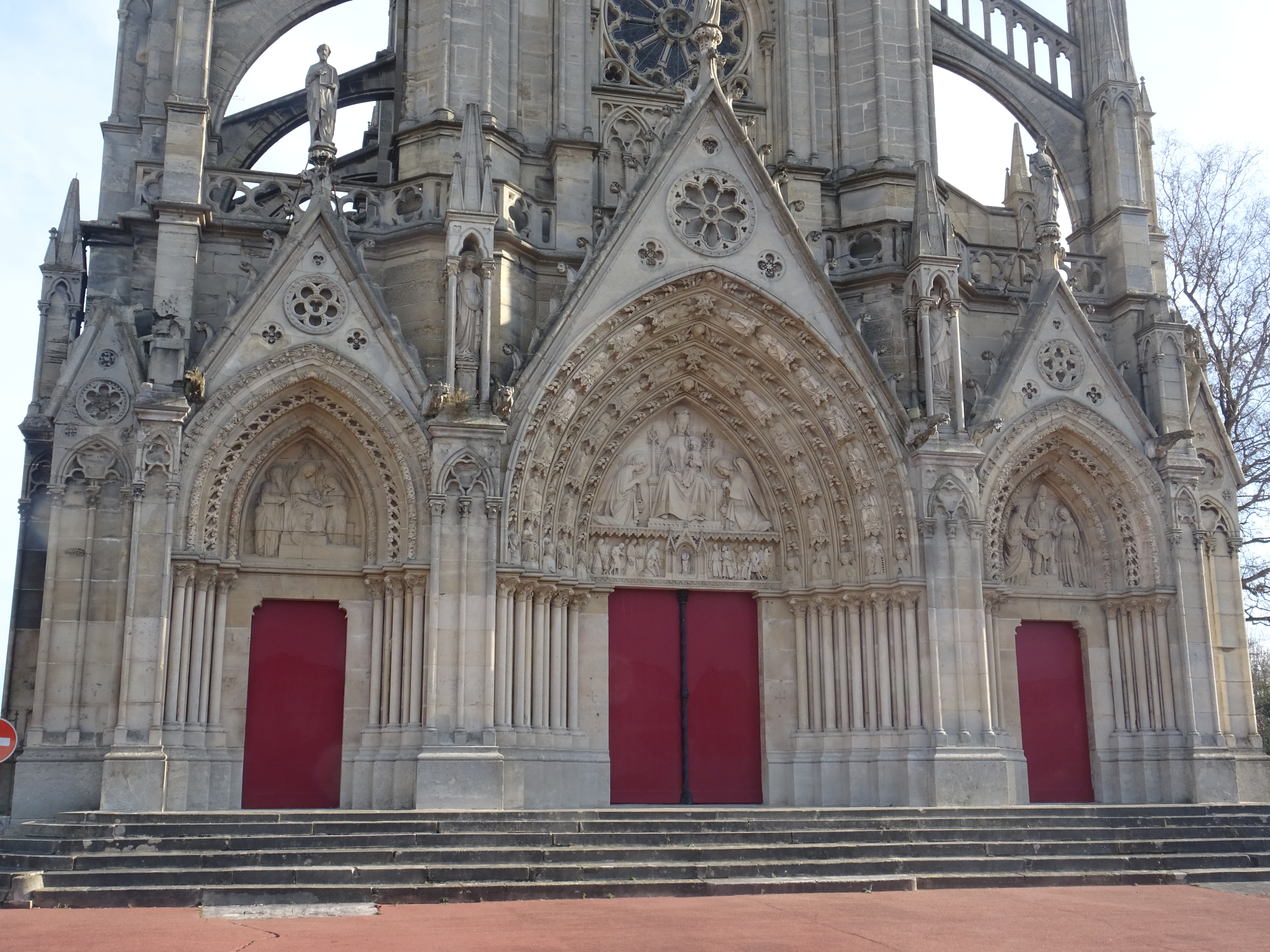
Portails de la façade occidentale.

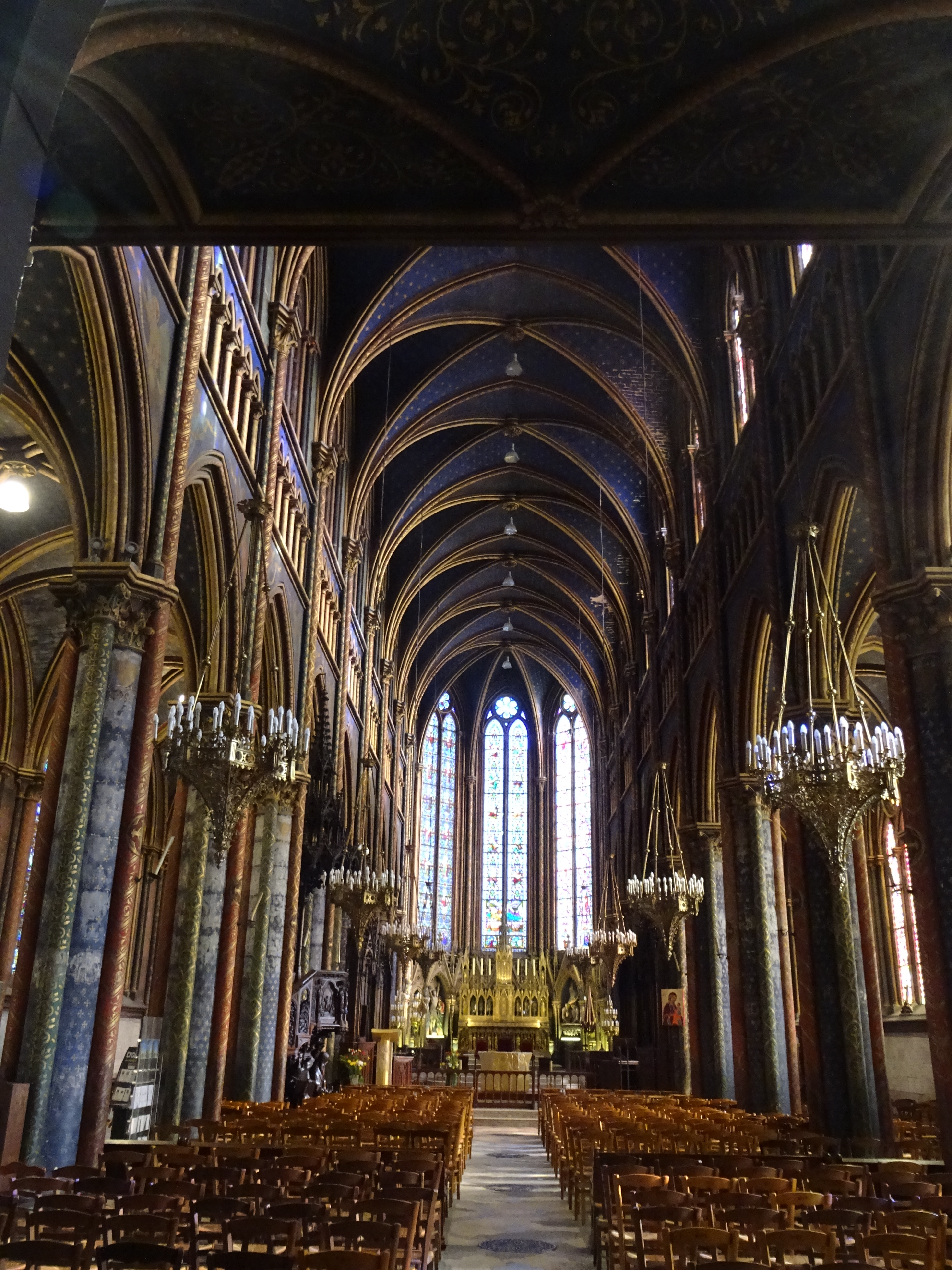
La nef.

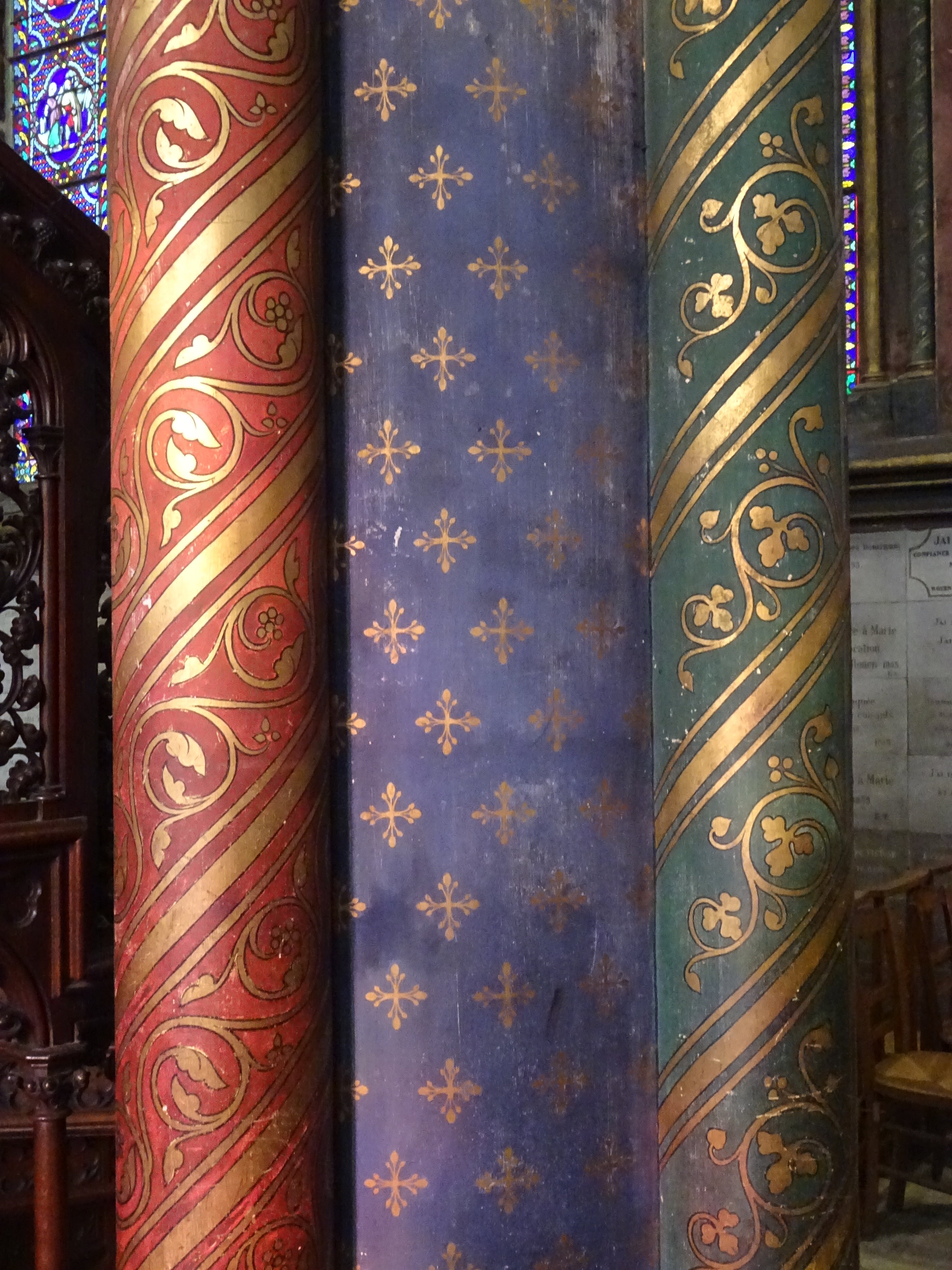
Bonsecours (France) - détail d'une colonne.

La basilique de style néogothique comporte une nef flanquée de bas-côtés sans transept, et une tour surmontée d'une flèche au-dessus de la façade occidentale, qui comporte trois portails aux voussures abondamment sculptées et précédées de quelques marches. À l'extérieur de l'église, et devant le portail de gauche, subsiste la pierre tombale du curé de Bonsecours entre 1790 et 1835.
Au tympan du portail central est figurée la Vierge en majesté aux côtés de laquelle s'inclinent deux anges ; aux tympans des portails latéraux sont représentées deux scènes de la vie de la Vierge : à gauche, son enfance auprès de ses parents, sainte Anne et saint Joachim ; à gauche, les fiançailles avec saint Joseph.
L'édifice comprend une nef de sept travées, flanquée de bas-côtés, qui se prolonge sans transept, par le chœur de trois travées, également avec bas-côtés, terminé par une abside polygonale à cinq pans sans déambulatoire. La première travée de la nef est séparée des travées correspondantes des deux bas-côtés par un mur, constituant une sorte de narthex que surplombe la tribune de l'orgue. Au début des bas-côtés, de part et d'autre du narthex, sont ainsi délimitées deux sortes de chapelles dont l'une, au nord, contient les fonts baptismaux. Les bas-côtés du chœur constituent quant à eux deux chapelles de trois travées, celle du nord est consacrée à la Vierge, celle du sud au Saint-Sacrement.
L'élévation intérieure comprend les grandes arcades, un triforium aveugle et les fenêtres hautes. L'intérieur de la basilique présente la particularité d'être entièrement peint, selon l'exemple de la Sainte-Chapelle qu'avait admirée l'abbé Godefroy.

### Vitraux
La basilique possède une collection complète de vitraux de la verrerie Gsell de Choisy-le-Roi (1844) parmi lesquels le vitrail proche des fonts baptismaux, que le Frère Philippe Bransiet, Supérieur général des Frères des Écoles chrétiennes, offrit pour commémorer le passage à Bonsecours de Jean-Baptiste de La Salle.
Les fenêtres basses sont garnies de vitraux figurant des scènes de l'Ancien Testament et du Nouveau Testament. Nombre d'entre eux ont été donnés par des membres de la bourgeoisie et de la noblesse.
Les fenêtres hautes figurent patriarches et prophètes de l'Ancien Testament ainsi que les apôtres et d'autres saints importants de l'Église universelle.

### Mobilier

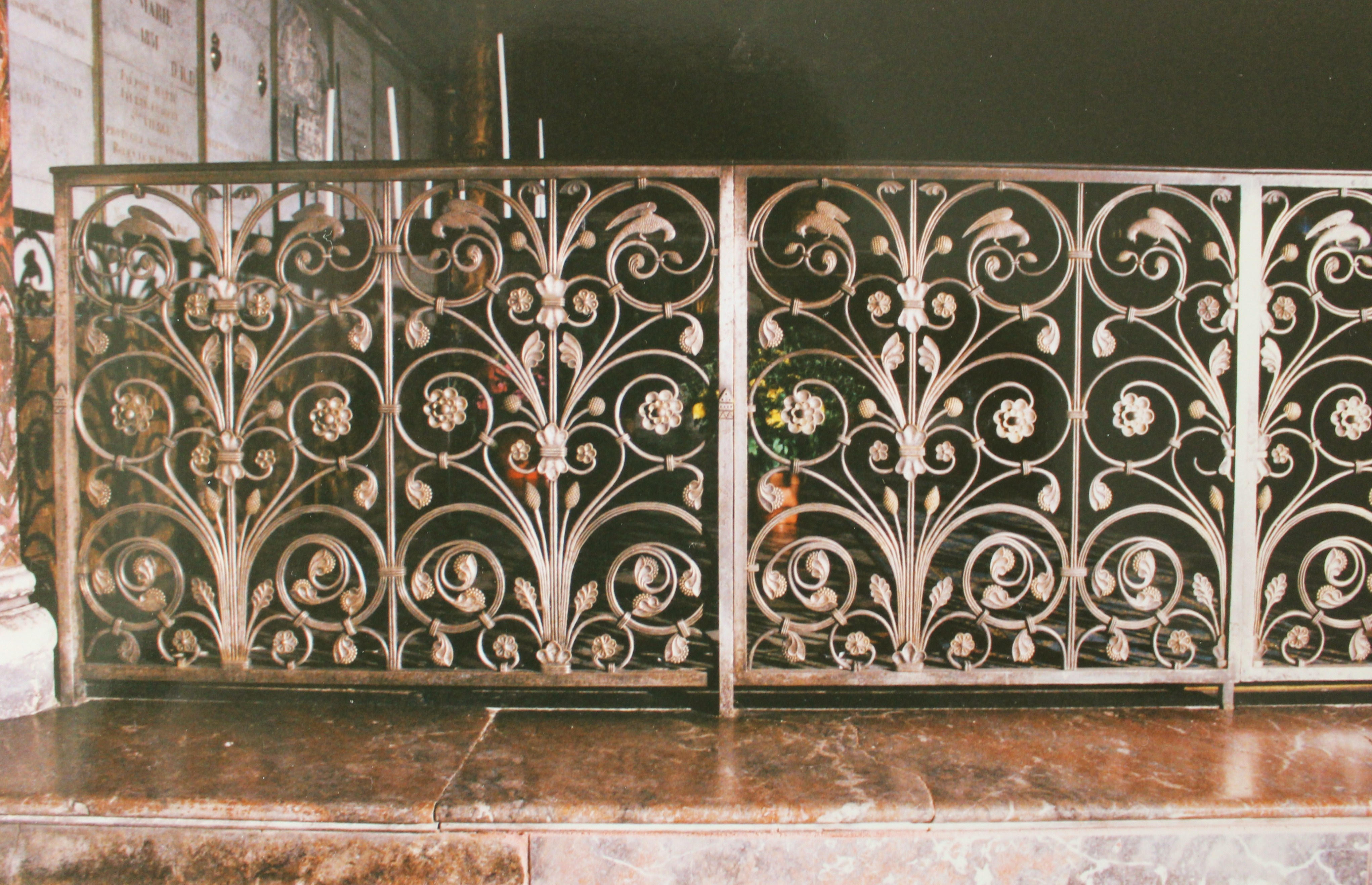
La grille de la chapelle de la Vierge.

Le maître-autel, de style néogothique, est dû au sculpteur Victor Fulconis. La grille en fer forgé de la chapelle de la Vierge a été réalisée vers 1850 par le ferronnier d'art Pierre Boulanger auteur des remarquables pentures du portail central de la cathédrale Notre-Dame de Paris. La basilique dispose d'un mobilier en chêne particulièrement travaillé : chaire, stalles, confessionnaux. Le soubassement de la chaire monumentale est orné des statues grandeur nature de quatre Pères ou Docteurs de l'Église assis : saint Irénée de Lyon, saint Hilaire de Poitiers, saint Bernard de Clairvaux et saint Thomas d'Aquin.

### Orgues

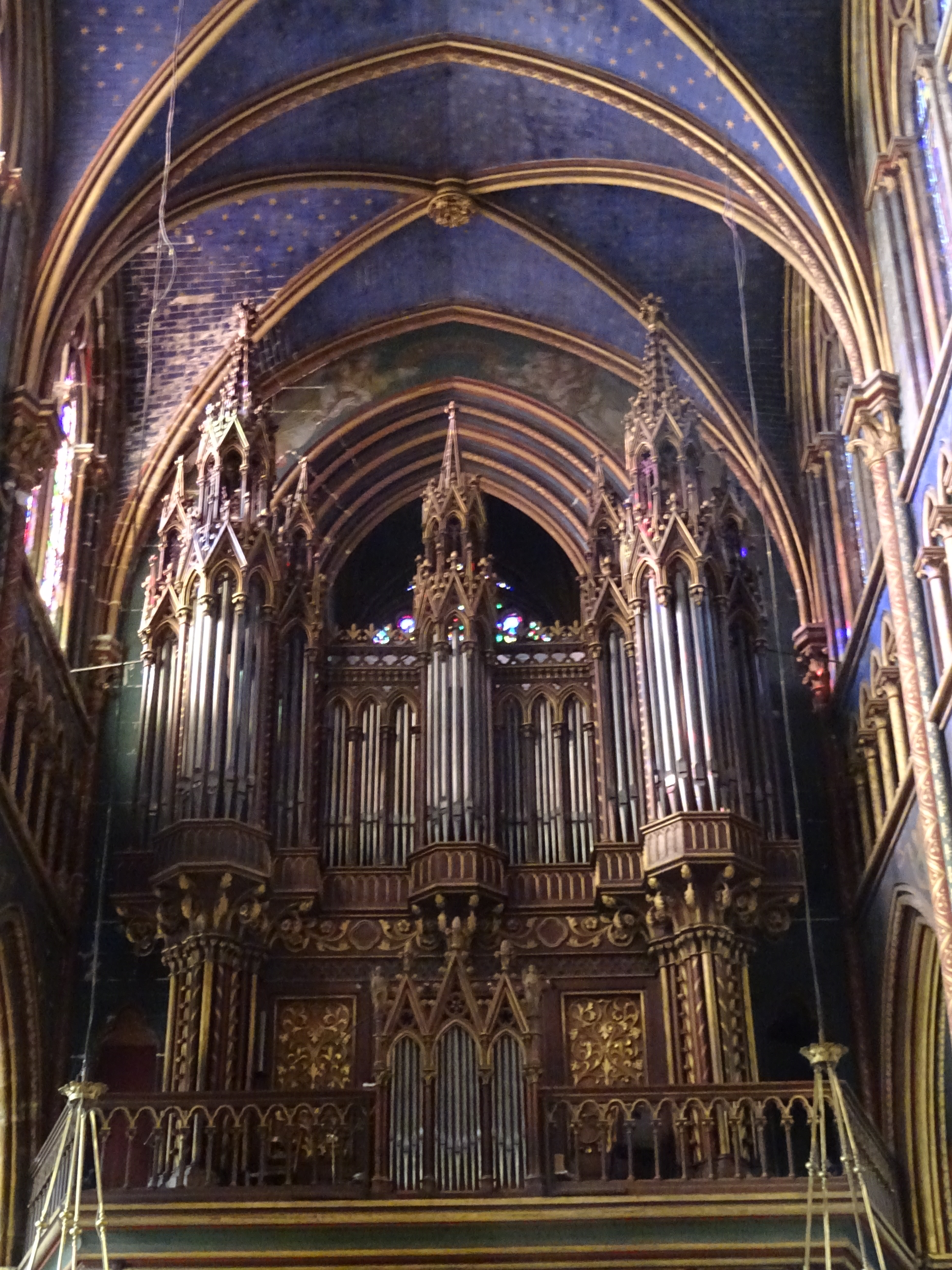
L'orgue de la basilique.

Les orgues d'Aristide Cavaillé-Coll furent inaugurées par l'organiste Louis James Alfred Lefébure-Wély le 20 novembre 1857. Elles comportent aujourd'hui 3 claviers, un pédalier, 32 jeux. Le buffet est de style néogothique : le buffet principal présente trois tourelles et deux faces plates ; il y a également un positif de dos.

### Cloches
La basilique possède une sonnerie de 6 cloches de volée dont cinq se trouvent dans le clocher. Le bourdon « Léon », quant à lui, se trouve au sol, à une petite centaine de mètres devant la basilique, dans un beffroi métallique placé dans un enclos en fer forgé visant à le protéger. Ce sont sa taille et son poids importants qui auraient empêché qu'il soit accueilli dans le clocher.
Léon a été fondu en 1892 par Charles Drouot, fondeur à Douai (Sin-le-Noble) et baptisé le 30 juin 1892. Son nom lui vient de monseigneur Léon-Benoit-Charles Thomas (1826–1894), archevêque de Rouen de 1884 jusqu'à sa mort.
Les 5 autres cloches ont été fondues quatre ans plus tôt, en 1888, par Paul et Charles Drouot fondeurs à Douai (Sin-le-Noble) et baptisées en août 1888 :
- Léon (bourdon)  : la bémol 2 - 6000 kg ;
- Notre-Dame-de-Bonsecours : ré bémol 3 - 1859 kg ;
- Émilie : mi bémol 3 - 1347 kg ;
- Marie-Renée : fa 3 - 968 kg ;
- Victorine-Delphine : sol bémol 3 - 823 kg.

| Nom  | Masse | Diamètre à la base | Note | Parrains et Marraines                | Dédicace | Année | Fondeur        | Illustration |
| ---- | ----- | ------------------ | ---- | ------------------------------------ | --- | ----- | -------------- | ------------ |
| Léon | 6 t   |                    |      | Abbé Laurent La marquise de Neuville | Je me nomme LÉON./ J'ai été donné en l'honneur de NOTRE-DAME de BONSECOURS/ Pour perpétuer le souvenir de sa Grandeur Monseigneur Archevêque de ROUEN, Qui a fait élever dans cette paroisse le monument à JEANNE-D'ARC Mr l'abbé MILLIARD, Vicaire Général honoraire étant curé de BONSECOURS Mr LE BOURGEOIS, Maire. Mr Alex. LE PICARD, Président de la Fabrique MM. Frederic LE FEBVRE, Aug. LEVASSEUR, Hyacinthe DUBOIS, F. BRASSEUR : membres de la dite Fabrique. J'ai été fondu par Charles DROUOT de DOUAI en 1892. Mr A. Fleury organiste de Bonsecours ayant été chargé par Mr le curé de préparer la série des sons des cloches et de ce bourdon dont l'ensemble est la remol grave. RE r. MI r. FA et SOL r. J'ai été bénit par Mr l'Abbé Barré Chanoine de la Primatiale | 1892  | Charles Drouot |              |

### Sources
- Brochure Notre-Dame de Bonsecours (ouvrage collectif), Strasbourg, Éditions du Signe  (ISBN 2-87718-465-X) (BNF 36967159).